# Ганка Ордонувна
Марі́я А́нна Тишке́вич (пол. Maria Anna Tyszkiewiczowa), до шлюбу Петрушинська, відома як Га́нка Ордо́нувна (пол. Hanka Ordonówna), літературний псевдонім Weronika Hort (25 вересня 1902, Варшава, Польща — 8 вересня 1950, Бейрут, Ліван) — польська співачка, авторка текстів пісень, танцюристка та акторка.

## Життєпис
Марія Анна Петрушинська народилася 25 вересня 1902 року у Варшаві в сім'ї залізничника. У дитинстві навчалася в балетній школі при варшавському Великому театрі. З 1918 року стала виступати в кабаре «Сфінкс» (Sfinks) під псевдонімом Ганка Ордонувна. Потім виступала в люблінському театрі «Wesoły Ul», де завоювала популярність як виконавиця солдатських пісень. Після закриття театру повернулася до Варшави, де виступала в кабаре «Міраж» (Miraż). З 1923-го і до 1931 року виступала в знаменитому варшавському театрі Qui Pro Quo. Одночасно Ганка вчилася акторській майстерності. У 1924 році здійснила закордонне турне до Німеччини і Франції. З 1931 року виступала в театрах «Banda», «Wielka Rewia», «Cyrulik Warszawski».
Значну роль у становленні Ганки Ордонувни як артистки зіграв польський конферансьє і театральний режисер Фридерик Яроси. Під його керівництвом вона набула свого неповторного стилю, ставши зрілою мисткинею. Велику популярність Ордонувні принесла пісня «Кохання тобі усе пробачить» (пол. Miłość ci wszystko wybaczy) з фільму «Шпигун у масці» (1933), де вона знялася в головній жіночій ролі. Ця пісня, написана композитором Генриком Варсом на слова Юліана Тувіма, стала візитівкою Ганки Ордонувни. У багатьох польських містах вона дала багато концертів як сценічна виконавиця, а також здійснила закордонні гастролі. Виступала з успіхом в Афінах, Бейруті, Дамаску, Єрусалимі, Тель-Авіві, Каїрі, Ризі і в Сполучених Штатах. ЇЇ партнером у сценічному дуеті виступав Іґо Сим.

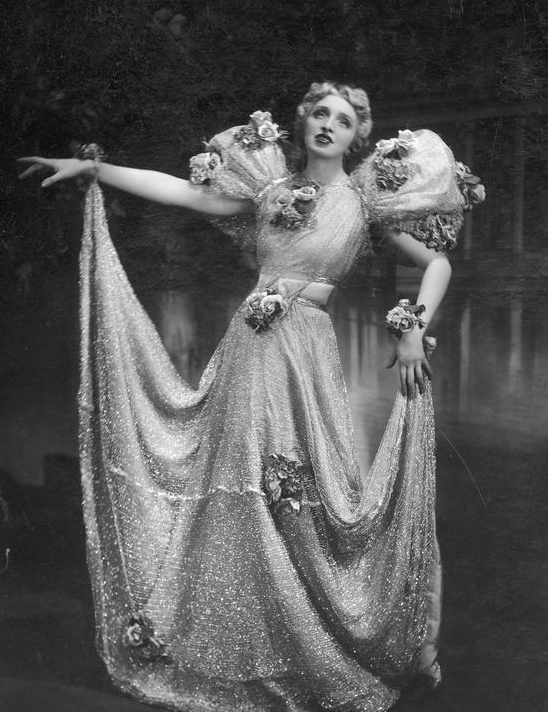
Г. Ордонувна. Квітень 1937

У 1931 році Ганка Ордонувна вийшла заміж за графа Міхала Тишкевича, який був також автором багатьох її пісень. Незважаючи на графський титул, продовжувала виступати в кабаре і їздила верхи в цирковому ревю. Інтенсивна робота викликала у Ганки захворювання легенів. Після одужання вона давала концерти у США, звідки повернулася до Польщі восени 1939 року.
На початку Другої світової війни Ганку Ордонувну було заарештовано і відправлено восени 1939 року до в'язниці Павіак. Її арешт був спричинений організованою перед цим зустріччю з Іґо Симом (довоєнним партнером Ордонувни), який був інформатором гестапо. Ордонувна була звільнена завдяки старанням чоловіка, з яким виїхала до Вільно, де в 1940—1941 роках вона грала в Театрі на Погулянці, в «Лірі» і Польському драматичного театрі. Після приєднання Литви до СРСР вона була затримана органами НКВД і заслана до табору в Узбекистані, а її чоловіка було відправлено у глиб Сибіру.
Через скрутні умови життя в Ордонувни поновилася хвороба легенів. Після звільнення з табору, вона відкрила театр в польському центрі в Тоцькому, пізніше зайнялася організацією допомоги дітям-сиротам польських вигнанців. За станом здоров'я була евакуйована в Ташкент і в цей час зустрілася з чоловіком. Разом з сирітським притулком Ордонувна поїхала до Лівану. Через погіршення здоров'я вимушена була залишитися у Бейруті, щоб продовжити лікування.
Ганка Ордонувна померла від туберкульозу 8 вересня 1950 року в Бейруті, де й була похована. У 1990 році її прах було перенесено до Польщі й поховано на Повонзківському цвинтарі у Варшаві. У тому ж році ім'я Ганки Ордонувни було присвоєно початковій школі № 209 у Варшаві.

## Фільмографія

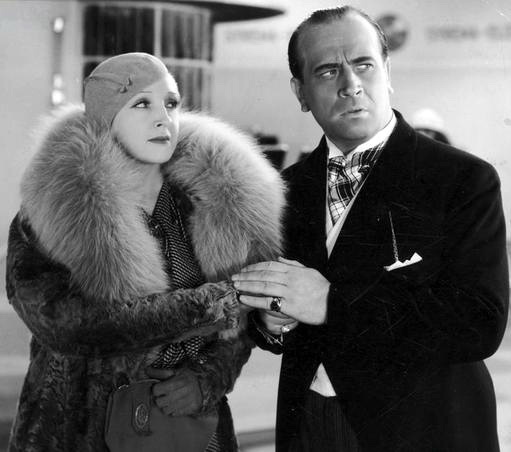
Г. Ордонувна і Богуслав Самборський у фільмі Шпигун у масці (1933)

| Рік  | Фільм              | Оригінальна назва  | Роль                |
| ---- | ------------------ | ------------------ | ------------------- |
| 1923 | Невільниця кохання | Niewolnica miłości |                     |
| 1933 | Шпигун у масці     | Szpieg w masce     | Рита Голм, співачка |
| 1933 | Вирок життя        | Wyrok zycia        |                     |
| 1937 | Варшавський парад  | Parada Warszawy    |                     |